# Александер Ґібсон (ботанік)
Александр Ґібсон (англ. Alexander Gibson; 1800—1867) — шотландський хірург і ботанік, який працював в Індії.

## Біографія
Він був родом з Кінкардинширу; навчався в Единбурзі. Він переїхав до Індії як хірург у Британській Ост-Індській компанії. Був начальником ботанічного саду Дапурі від 1838 до 1847 року за часів колишнього Бомбейського президентства.
Він відіграв важливу роль у забезпеченні виконання законів про охорону лісів в Ост-Індській компанії та зміг систематично втілювати програму охорони лісів з допомогою Г'ю Френсіса Клеґгорна та Едварда Бальфура.
Медична служба в Індії у 19 ст. широко цитувала праці Александра фон Гумбольдта, що стосуються вирубування лісів, зростання засушливості та глобального потепління. Надійшло кілька повідомлень про масштабне вирубування лісів та їх всихання, зокрема медико-топографічні звіти хірурга Ранальда Мартіна. В іншому звіті Ґібсон писав серу Джозефу Д. Гукеру в 1841 році, зазначаючи, що «Деккан більш спустошений, ніж Ґуджарат», оскільки дерева в горах Ґат швидко зникли. Він просив Гукера вплинути на уряд, щоб той взяв під контроль ліси регіонів Деккан і Конкан. Це призвело до створення Бомбейської лісової охорони, а Ґібсон став охоронцем лісів. Це був перший у світі випадок державного контролю над лісовим господарством.
Він був охоронцем лісів у Бомбеї від 1847 до 1860 року.

## Вибрані публікації
Ґібсон опублікував кілька праць з ботаніки та звіти про лісівничу діяльність.

### Книги
- Nicol Alexander Dalzell, Alexander Gibson. 1861. The Bombay flora: or, Short descriptions of all the indigenous plants hitherto discovered in or near the Bombay presidency: together with a supplement of introduced and naturalised species. Ed. Education Society's Press. 444 pp. Онлайн

## Почесні звання
Його було удостоєно членства у Лондонському Ліннеївському товаристві.